# Zdeněk Veselovský
Zdeněk Veselovský (26. srpna 1928 Jaroměř – 24. listopadu 2006 Praha) byl jedním z nejvýznačnějších českých zoologů. Dlouhou dobu vedl Zoologickou zahradu Praha. Byl zakladatelem české etologie a autorem mnoha odborných článků a populárně naučných knih z oblasti zoologie a etologie.

## Životopis
Narozen v Jaroměři, po maturitě na zdejším gymnáziu vystudoval Přírodovědeckou fakultu Univerzity Karlovy (1952), kde posléze pokračoval jako pedagog (profesor zoologie obratlovců). V roce 1959 byl jmenován ředitelem pražské zoo (nastoupil 1. července 1959) a tuto funkci si podržel téměř 30 let, do konce roku 1988. Předtím pracoval v pražské zoo jako zoolog.
V roce 1961 se oženil s Alenou Šámalovou, dcerou entomologa Jaromíra Šámala a vnučkou kancléře prezidenta Tomáše G. Masaryka Přemysla Šámala.
V roce 1964 byl zvolen za generálního sekretáře Mezinárodní unie ředitelů zoologických zahrad, v letech 1967–1971 pak vykonával funkci viceprezidenta a v letech 1971–1975 byl prezidentem této prestižní organizace. Za jeden z jeho největších úspěchů ve funkci ředitele pražské zoo je považována záchrana koně Převalského. V roce 1988 byl pro konflikt s komunistickými představiteli města Prahy na hodinu vyhozen, což mělo za následek protesty a spontánní bojkot pražské zoo ze strany mnoha zoologických zahrad západního světa, který však brzy ukončila sametová revoluce. Po roce 1989 pracoval pro Fyziologický ústav Akademie věd České republiky a přednášel kurzy z oblasti zoologie a etologie na Biologické fakultě Jihočeské Univerzity a Přírodovědecké fakultě Univerzity Karlovy. Byl žákem nositele Nobelovy ceny a zakladatele etologie Konrada Lorenze.
Zdeněk Veselovský zemřel dne 24. 11. 2006 v pražské motolské nemocnici po nedlouhé hospitalizaci na srdeční selhání. Je pohřben na Vyšehradském hřbitově v hrobě rodiny Šámalových.
V listopadu 2008 získal Cenu ministra životního prostředí in memoriam „za celoživotní dílo v oboru zoologie a etologie a za obdivuhodnou aktivitu v činnostech podílejících se na záchraně živočišných druhů a propagaci zoologických zahrad jako vzdělávacích institucí“.

## Dílo

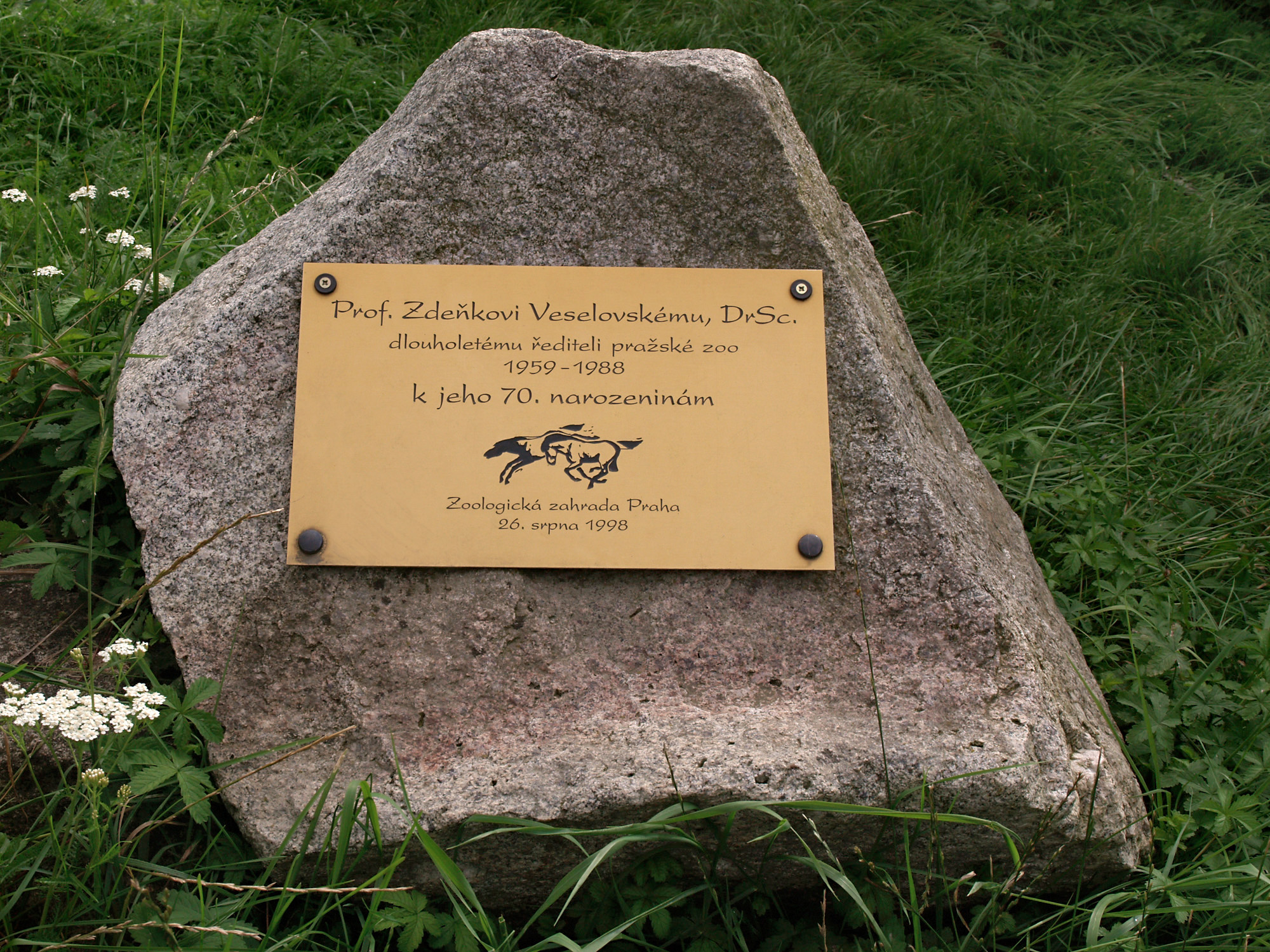
Pamětní kámen umístěný v Zoo Praha při příležitosti 70. narozenin Zdeňka Veselovského

### Knihy
- Myslivec hospodaří na vodě, SZN, 1954
- Světem zvířat. I. díl, Savci, SNDK, 1960 – spolu s Janem Hanzákem
- Praobyčejná zvířata, Mladá fronta, 1964
- Výlet do třetihor, Mladá fronta, 1969; 2. rozšířené a přepracované vydání, 1986
- Zoo Praha: Umíte se dívat na zvířata?, Praha: Zoologická zahrada, 1971
- Vždyť jsou to jen zvířata!, Mladá fronta, 1974
- Hlasy džungle, Orbis, 1976
- Sloni a jejich příbuzní, SZN, 1977
- Všední den v pražské ZOO, Albatros, 1983
- Tučňáci, SZN, 1984
- Ptáci a voda, Academia, 1987
- K pramenům Orinoka, Panorama, 1988
- Šimpanz, Panorama, 1991, ISBN 80-7038-081-0
- Chováme se jako zvířata?, Panorama, 1992, ISBN 80-7038-240-6
- Rys, Panorama, Ministerstvo životního prostředí České republiky, 1992, ISBN 80-7038-294-5
- Dobytí Tróje aneb Nejen sloni mají paměť, ISV, 1995, ISBN 80-85866-10-2
- Tygr, Aventinum, 1997, ISBN 80-7151-018-1
- Říše zvířat, Aventinum, 1998, ISBN 80-7151-071-8
- Vydra, Aventinum, Třeboňská nadace pro vydru, 1998, ISBN 80-7151-063-7
- Člověk a zvíře, Academia, 2000, ISBN 80-200-0756-3
- Obecná ornitologie, Academia, 2001, ISBN 80-200-0857-8
- Etologie. Biologie chování zvířat., Academia, 2005, ISBN 80-200-1331-8

## Zajímavosti
U příležitosti nedožitých 90 let dlouholetého ředitele Zoo Praha vytvořila tato zoo nové naučné prostranství s informacemi o jeho životě a díle, a to u výběhu bizonů poblíž občerstvení Obora. Zoo zároveň vydala publikaci se vzpomínkami současných i bývalých zaměstnanců zoo. Rovněž se v témže roce v Zoo Praha konaly historické vycházky s tematikou prof. Veselovského a vzpomínkový seminář.